# Johan Fornäs
Johan Fornäs, född 7 mars 1952 i Sjögestads församling i Linköpings kommun, är  en svensk forskare, professor och författare.

## Biografi
Johan Fornäs tog en fil. kand. i matematik och teoretisk filosofi vid Lunds universitet 1973. Han blev filosofie doktor 1985 vid Göteborgs universitet, där han 1987 blev docent i musikvetenskap. 1990-1994 ledde han Forskningsprogrammet Ungdomskultur i Sverige vid Avdelningen för medie- och kulturteori vid Institutionen för journalistik, medier och kommunikation vid Stockholms universitet, där han 1992 blev universitetslektor och 1999 professor i medie- och kommunikationsvetenskap. 2000-2003 var han professor vid Arbetslivsinstitutet i Norrköping och 2003-2009 professor i medierad kommunikation vid Tema Kultur och samhälle vid Linköpings universitet. Sedan 2010 är han professor (och sedan 2019 professor emeritus) i medie- och kommunikationsvetenskap vid Södertörns högskola.
Hans forskning rör frågor om mediekultur och intermediala samspel mellan olika kulturella genrer. Hans forskning är tvärvetenskaplig, han använder hermeneutisk tolkning, diskursanalys och medieetnografi. 
Han var den förste redaktören för tidskrifterna Young: Nordic Journal of Youth Research (1993-1994) och Culture Unbound: Journal of Current Cultural Research (2009-2014) och den förste föreståndaren för Advanced Cultural Studies Institute of Sweden (2002-2012). Han har varit vice ordförande för Association for Cultural Studies (2004-2008) och är medlem av Academia Europaea sedan 2015.
Johan Fornäs är gift med Hillevi Ganetz, professor emeritus i genusvetenskap vid Stockholms universitet.